# Neue Mozart-Ausgabe
Pour les articles homonymes, voir NMA.
La Neue Mozart-Ausgabe (en abrégé NMA, en anglais, New Mozart Edition ; en français, la Nouvelle Édition Mozart) est la seconde édition Urtext de l'intégrale des œuvres de musique de Wolfgang Amadeus Mozart. Le titre complet et plus formel de l'édition est Wolfgang Amadeus Mozart. Neue Ausgabe sämtlicher Werke..

## Points forts
La Neue Mozart-Ausgabe constitue un progrès par rapport à la précédente édition des œuvres complètes de Mozart publiée par Breitkopf & Härtel de 1877 à 1883 (avec des suppléments jusqu'à 1910), qui est parfois appelée aujourd'hui la Alte Mozart-Ausgabe (ou « Ancienne Édition-Mozart »). L'un des directeurs de rédaction, Wolfgang Rehm, écrit que « la NMA vise à être une édition historico-critique et à offrir en tant que telle le dernier état des recherches musicologiques ainsi que des connaissances (en particulier en ce qui concerne l'exécution) de l'œuvre de Mozart ».
Très appréciée et fréquemment utilisée par les interprètes de la musique de Mozart et les chercheurs en musicologie, la Neue Mozart-Ausgabe est une référence incontournable pour quiconque s'intéresse sérieusement à l'œuvre de ce compositeur. HC Robbins Landon a rappelé qu'elle représentait "une nécessité absolue si l'on veut exécuter Mozart correctement". En une occasion, il a dû insister pour que l'Orchestre philharmonique de Vienne utilise la NMA pour une série d'enregistrements des symphonies de Mozart plutôt que l'édition Breitkopf & Härtel moins précise, mentionnée ci-dessus.

## Questions
Dans le même temps, la NMA n'est pas totalement exempte de problèmes, bien que pour la plupart des observateurs, ceux-ci ne portent pas atteinte à la réalisation érudite que cette édition représente clairement.

### Sources non disponibles ou à découvrir
Stanley Sadie remarque que le travail de la NMA a été « entravé par la disparition lors de la Seconde Guerre mondiale et l'indisponibilité jusqu'en 1980 de la plupart des grandes collections d'autographes de Mozart, dont celle de la Bibliothèque d'État de Berlin ». Par conséquent, les rédacteurs de la NMA ont eu à gérer cet état de choses aussi bien que possible. Dans l'édition des Noces de Figaro par la NMA, parue en 1973, Ludwig Finscher n'a pu accéder aux deux premiers actes de la partition autographe. Dans l'édition du Concerto pour piano no 27, K. 595, Rehm a dû utiliser une reproduction photographique du manuscrit faite avant la guerre, qui lui a été fournie par le pianiste Rudolf Serkin, car l'autographe lui-même n'était pas accessible en 1960 lorsque le volume NMA contenant le concerto a été publié.
Dans le même esprit, Landon a remarqué que les « sources ms. récemment découvertes font que même l'édition NMA de la symphonie Linz est obsolète ». Il est probablement inévitable que de nouvelles découvertes au cours du temps amènent à reconsidérer certains aspects de la NMA, car la recherche et les découvertes en ce qui concerne l'œuvre de Mozart restent un processus continu.

### Les critiques concernant l'ornementation
Certaines critiques, détaillées sur l'ornementation proposée par la NMA, peuvent être trouvées dans le livre de Frederick Neumann Ornementation et improvisation dans Mozart. Neumann trouve certaines des ornementations, en particulier en ce qui concerne les cadences vocales, utiles, tandis qu'une autre partie est à son avis mal transcrite. Cependant, les réserves de Neumann ne semblent pas particulièrement graves, et dans sa « Préface », il écrit que, bien qu'il ait tenté chaque fois que cela était possible de consulter les principales sources originales de la musique de Mozart, lorsque ce n'était pas possible, la NMA lui « a offert un complément indispensable », remarque qui témoigne de sa haute considération générale pour l'édition.

## Publication
Le corpus principal de l'édition a été publié entre 1955 et 1991 par Bärenreiter-Verlag, contenant la musique considérée comme authentique de Mozart ainsi qu'un "Supplément"; le complément de l'édition contient des arrangements par Mozart d'autres musiques et des œuvres dont l'authenticité n'a pas été pleinement établie. Sont publiés également de manière systématique l'appareil critique et les commentaires techniques (en allemand). Le 30 juin 2007 a été publié le dernier des 132 volumes NMA.
L'ouvrage est publié selon 10 séries:
- Série I: Geistliche Gesangswerke (musique vocale religieuse : 15 volumes)
- Série II: Bühnenwerke (œuvres pour la scène : 26 volumes)
- Série III: Lieder, Mehrstimmige Gesänge, Kanons (Lieder, musique vocale à plusieurs voix, canons : 3 volumes)
- Série IV: Orchesterwerke (œuvres pour l'orchestre : 19 volumes)
- Série V: Konzerte (concertos : 14 volumes)
- Série VI: Kirchensonaten (sonates d'église : 1 volume)
- Série VII: Ensemblemusik für größere Solo-Besetzungen (musique pour grands ensembles d'instruments solistes : 3 volumes)
- Série VIII: Kammermusik (musique de chambre : 11 volumes)
- Série IX: Klaviermusik (musique pour le clavier : 7 volumes)
- Série X: Supplement (ca. 25 volumes)

## Diffusion
La Neue Mozart-Ausgabe a été imprimée dans de grands volumes cartonnés que l'on peut trouver dans les librairies de musique, bien que son éditeur, Bärenreiter, diffuse plus récemment des extraits de la NMA dans un format plus pratique pour l'étude.
Depuis le 12 décembre 2006, une version numérisée de la plupart des volumes de la Neue Mozart-Ausgabe est également disponible en ligne sous le nom de DME (Digital Mozart Edition) aux formats JPEG et PDF, un service offert par l’Internationale Stiftung Mozarteum en coopération avec le Packard Humanities Institute.

## Directeurs éditoriaux
- Ernst Fritz Schmid (en) : du 1er janvier 1954 au 20 janvier 1960.
- Wolfgang Plath et Wolfgang Rehm : du 1er février 1960 à l'automne 1973.
- Rudolph Angermüller (en), Dietrich Berke (en), Wolfgang Plath, Wolfgang Rehm : Automne 1973 à fin 1980.
- Dietrich Berke, Wolfgang Plath, Wolfgang Rehm : début 1981 au 30 septembre 1994. (depuis 1991, avec la collaboration de Faye Ferguson).
- Wolfgang Rehm : du 1er octobre 1994 au 19 mars 1995.
- Dietrich Berke, Faye Ferguson, Wolfgang Rehm : du 20 mars 1995 au 31 juillet 2005.
- Dietrich Berke et Wolfgang Rehm : du 1er août 2005 au 30 juin 2007.